# كاتدرائية القديس يوسف (عنكاوا)

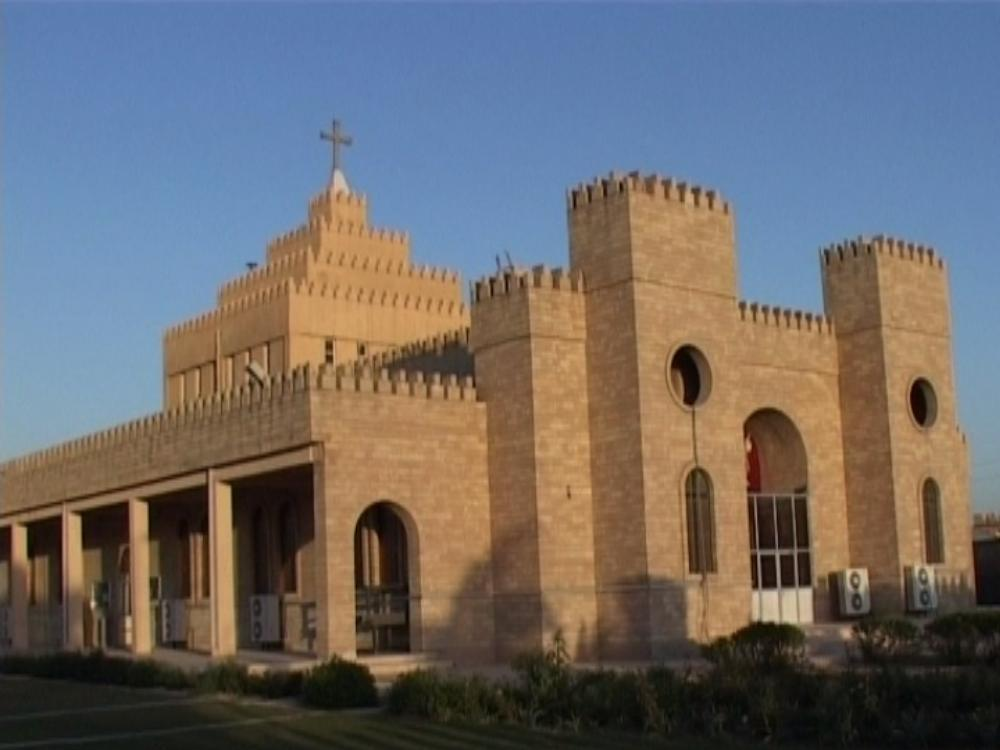

كاتدرائية القديس يوسف، والمعروفة أيضًا باسم كاتدرائية مار يوسف،هي كاتدرائية كلدانية كاثوليكية ومقر أبرشية الكلدان الكاثوليك في أربيل في كردستان العراق (باللاتينية: Archieparchia Arbilensis Chaldaeorum، بالعربية: إيبارشية أربيل الكلدانية) أنشئت في ظل بابوية البابا بولس السادس. تتبع الكاتدرائية، التي تحمل اسم القديس يوسف، الطقوس السريانية الشرقية ("الطقوس الكلدانية") للكنيسة الكلدانية الكاثوليكية، وهي إحدى الكنائس الكاثوليكية الشرقية المتمتعة بحكم ذاتي والتي تشكل الكنيسة الرومانية الكاثوليكية في الشراكة الكاملة مع الكرسي الرسولي في روما.

## تاريخ
بدأ بناء كنيسة القديس يوسف على مساحة 1000 متر مربع عند مدخل عنكاوا في أربيل عام 1978 عندما كان ستيفان باباكا رئيس الأساقفة أبرشية الكلدان الكاثوليك في أربيل. بنيت الكنيسة على نفقة الحكومة بجهود تطوعية من أهالي عنكاوا وكرست عام 1981. صممت كنيسة القديس يوسف على الطراز بلاد بابل المميز وتضم بوابة رئيسية على غرار بوابة عشتار، مع ياردة كبيرة، وحدائق كبيرة.
في عام 2014، أصبح القديس يوسف ملجأ للاجئين الذين فروا من عنف تنظيم الدولة الإسلامية (داعش) في العراق وسوريا.